# BMW 327
BMW 327 — спортивні автомобілі німецької компанії BMW 1937–1941 років і 1946–1955 років у зоні окупації СРСР. Проектувались на базі моделі середнього класу BMW 319. Випускались з 2-дверними кузовами типу купе (265 машин), кабріолет (1606 машин). Випуск автомашин розпочався одночасно з моделлю BMW 326. Обидвома моделями компанія BMW розпочала випуск машин вищого середнього класу. До 1941 було виготовлено 1396 машин усіх модифікацій. На машини встановлювали рядний мотор потужністю 55 к.с.. Згодом за доплату можна було встановити мотор у 80 к.с.

## Конструкція

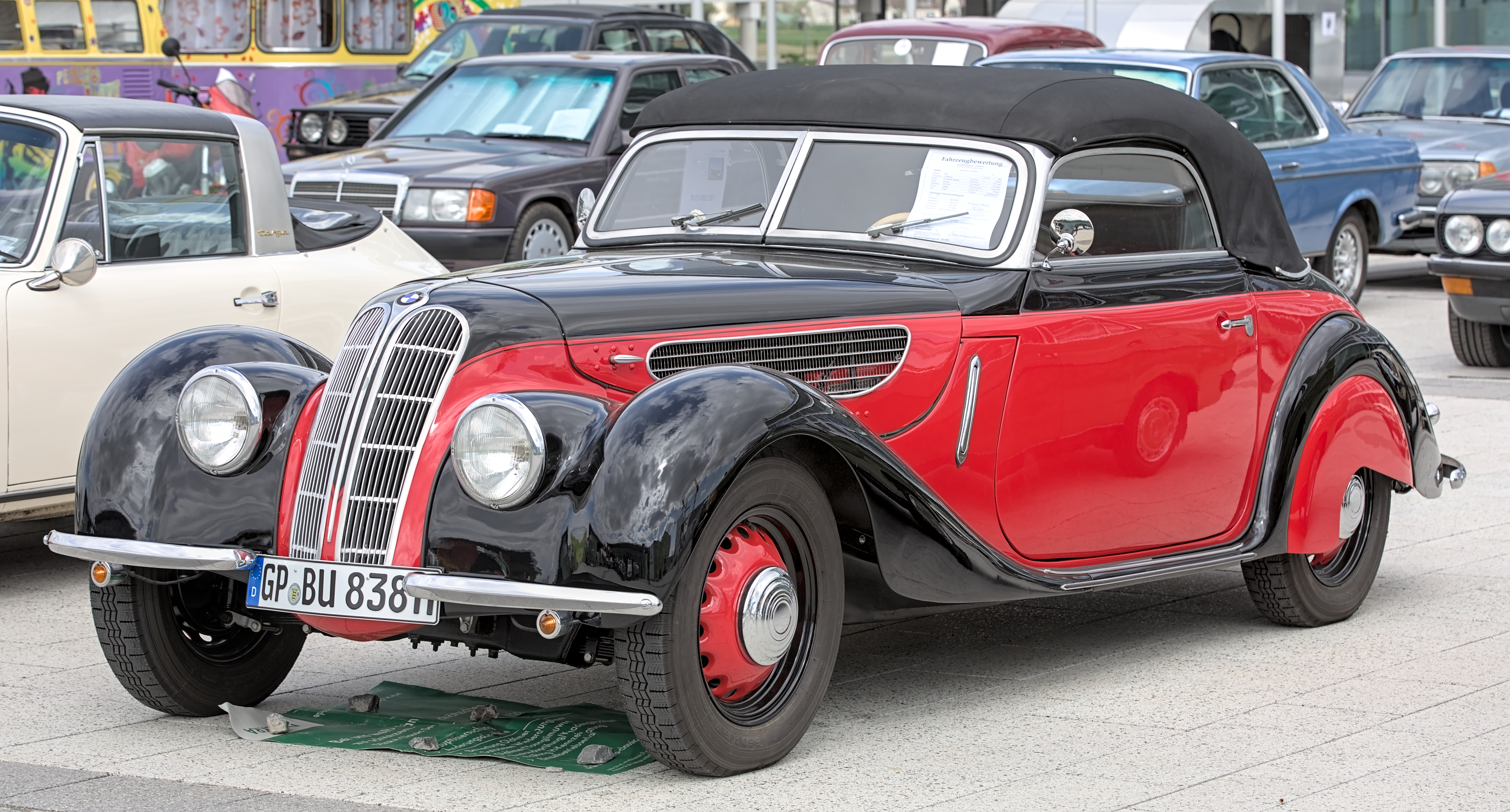
BMW 327 (1938)

Модель отримала скорочену раму від моделі BMW 326. Ніжне гальмо мало гідравлічний привід на усі колеса, ручне механічний привід на задні колеса. Усі опори, з'єднання осей мали систему централізованого змащення за допомогою трубок діаметром 4.75 мм. Вони були з'єднані з педаллю біля водія, який що 150 км повинен був задіювати систему змащування.
На шасі встановлювали обтічні 4-місні дводверні кузови кабріолет (1937), купе (1938). Двері кабріолету відкривались вперед, купе назад. Металеві поверхні кузовів кріпились на дерев'яну раму. Переднє і заднє скло складались з двох частин задля надання їм необхідного нахилу. Запасне колесо кріпилось зовні капоту багажника, доступ до якого можливий лише з середини. Під ним розміщений паливний бак.
За передньою віссю встановлювати 6-циліндровий рядний мотор BMW M328 об'ємом з двома карбюраторами Solex, подвійною ланцюговою передачею, запозичений з моделі BMW 326. Завдяки більшій степені стиснення він розвивав потужність 50 к.с. при 3750-4500 об/хв. Авто розвивало швидкість 125 км/год.

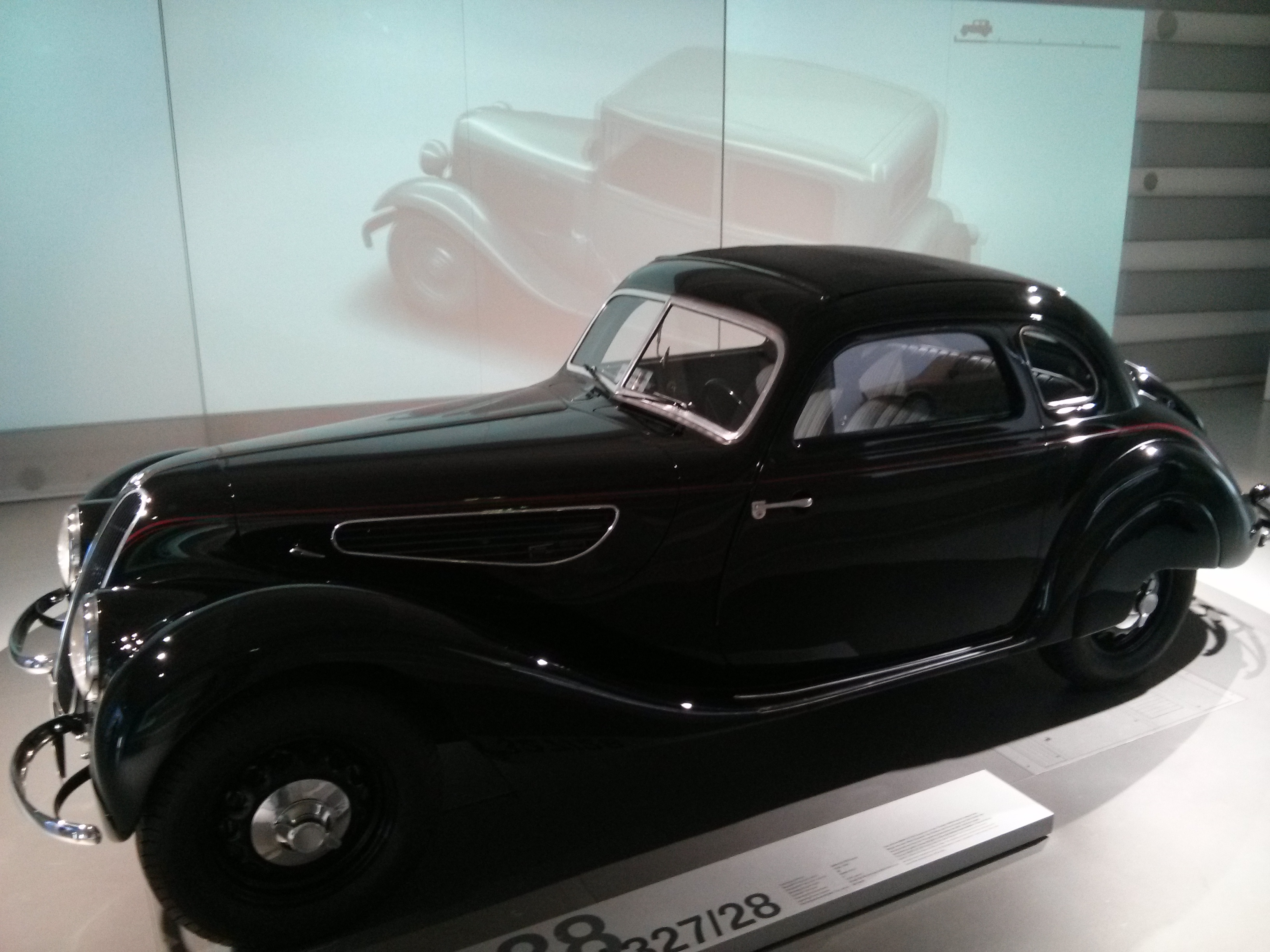
BMW 327. Купе. Музей BMW

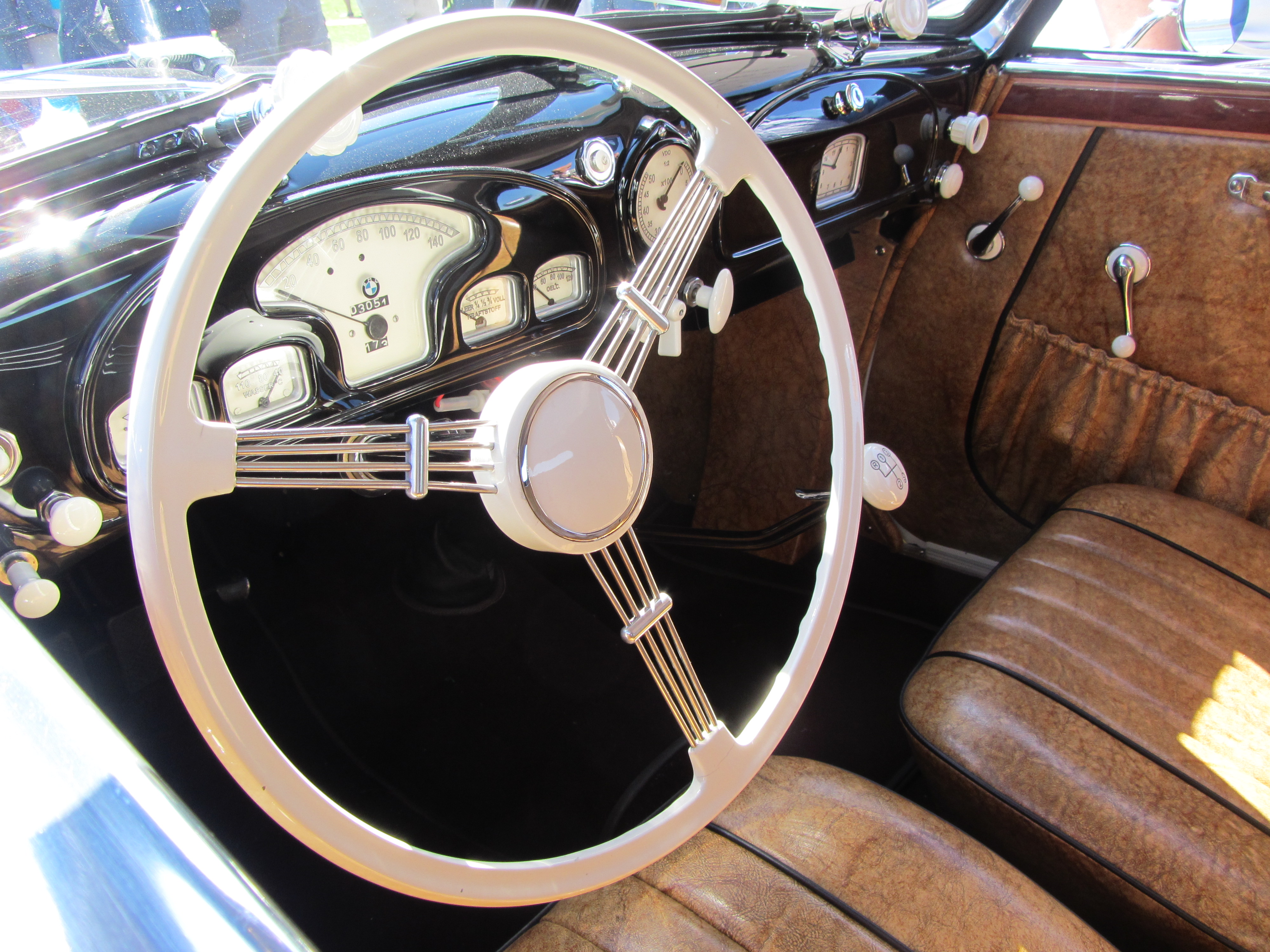
Панель приладів

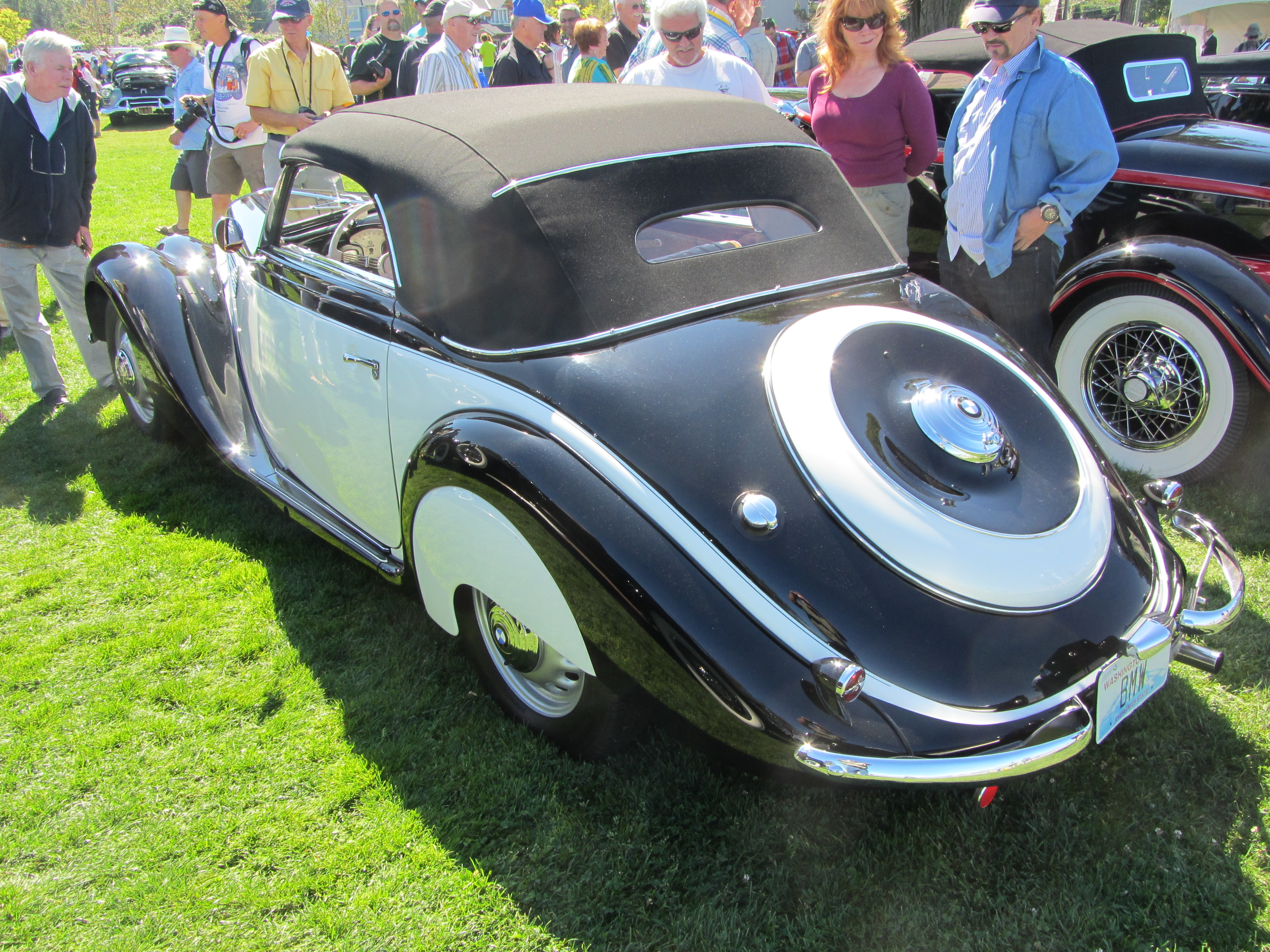
Запасне колесо

### BMW 328
На базі моделі BMW 327 виготовляли спортивну модель BMW 328 з форсованим мотором потужністю 80 к.с. Вона розвивала швидкість 140 км/год.

### Frazer-Nash, Bristol
З 1937 британський виробник спортивних автомашин Frazer-Nash розпочав продаж авто компанії BMW під назвою Frazer-Nash-BMW, що тривав до 1938 року. З липня 1945 завод Bristol Aeroplane Company розпочав 1947 ліцензійний випуск моделі BMW 327, що була ідентична довоєнній моделі і різнилась лише правостороннім кермом і отримала позначення Bristol 400. З цієї моделі розпочалась програма автомобілебудування компанії Bristol. На модернізованій ходовій частині 1961 почали випускати модель Bristol 406, згодом Bristol Blenheim (1993–2008).

## Двигуни
- 1971 см3 M78 I6 55 к.с. (327)
- 1971 см3 M328 I6 80 к.с. (327/28)

## Післявоєнний період

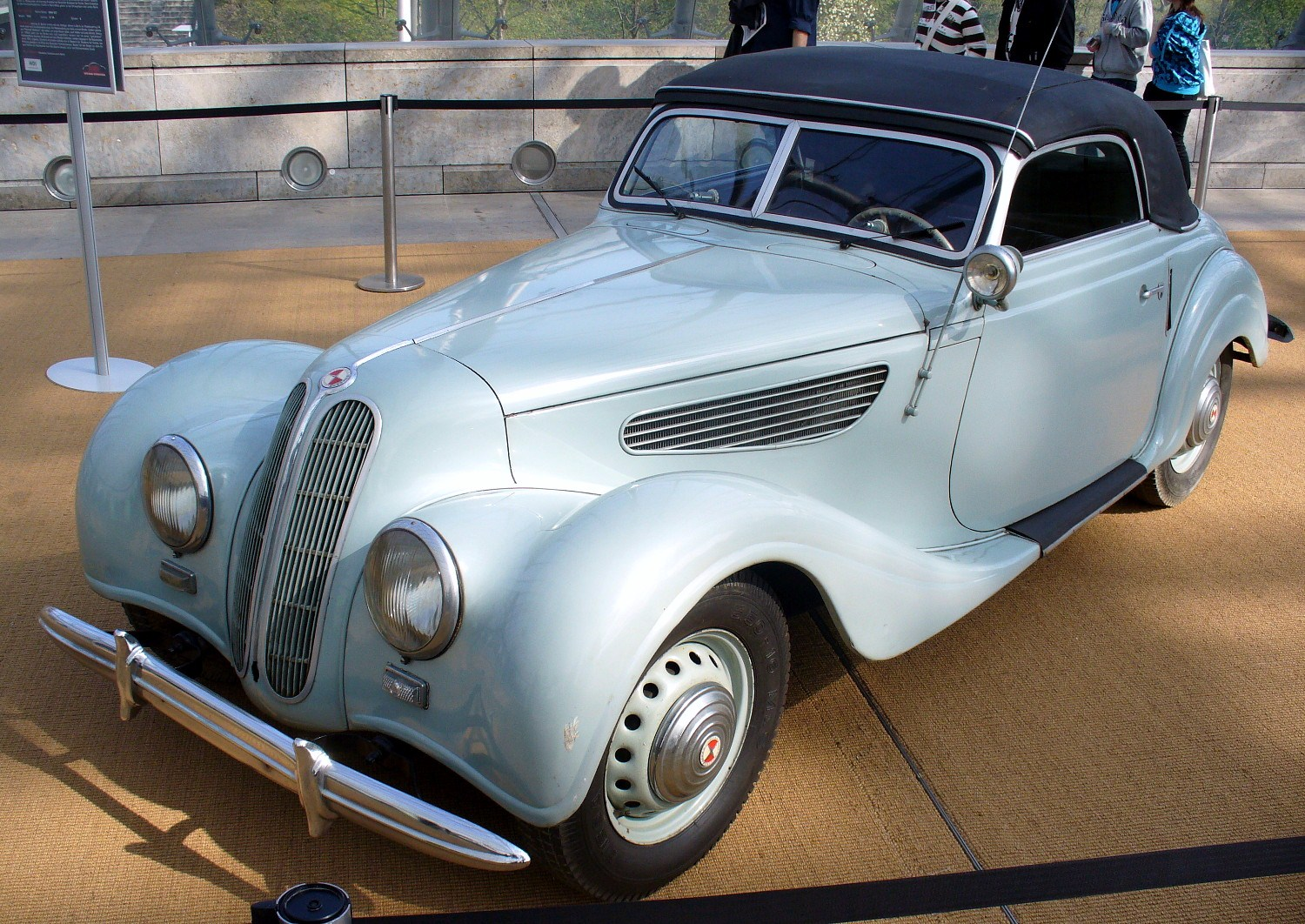
Післявоєнний ЕМВ 327

Під час війни було зруйновано до 60% виробничих потужностей заводу BMW у місті Айзенах, який потрапив до зони окупації СРСР і було введений з 15 вересня 1946 до організації «Автовело», що займалась організацією випуску автомобілів у зоні окупації. Без огляду на майнові права BMW там до кінця 1945 було налагоджено випуск старих моделей BMW із збережених їхніх комплектуючих. Скоро стало зрозумілим, що завод не буде повернуто компанії BMW і буде продовжуватись неконтрольований випуск машин усіх моделей. Достовірно невідомо скільки BMW 327 було виготовлено у цей період. Зрештою після суперечки із материнською компанією із Західної Німеччини у червні 1952 завод було перейменовано у Айзенаський моторний завод (нім. Eisenacher Motorenwerk (EMW)). Тоді було відновлено виготовлення довоєнної моделі BMW 327 під позначенням ЕМВ 327 і виготовлено більше 500 машин (1952–1955). При незмінній конструкції вони отримали певні косметичні зміни у формі корпусу. Значна частина сьогоднішніх колекційних авто походить із післявоєнних серій, чи є моделлю ЕМВ 327, у якої встановлено значок BMW.